# Partido judicial de Villarcayo de Merindad de Castilla la Vieja
El partido judicial de Villarcayo de Merindad de Castilla la Vieja es un partido judicial de la provincia de Burgos, en Castilla y León (España), situado en el norte de la provincia. Linda con la comunidad autónoma de Cantabria, las provincias vascas de Vizcaya y Álava, y los partidos de Miranda, Briviesca y de Burgos.

## Geografía
Sus límites coinciden con los de la actual comarca de Las Merindades.

## Partido judicial
El partido judicial de Villarcayo se crea originariamente en el año 1834, estando formado por 359 pueblos y solo 33 municipios, con una población de 20.600 habitantes. De estos ayuntamientos, cuya relación completa figura en el Anexo: Partido de Villarcayo 1833, seis correspondían a otras tantas merindades, mientras que la séptima merindad de las antiguas Siete Merindades de Castilla la Vieja se dividía en siete ayuntamientos. 
- El ayuntamiento de Merindad de Castilla la Vieja contaba con 27 entidades de población, con la particularidad de que la casa consistorial se encontraba en Villarcayo, que formará ayuntamiento constitucional distinto; de esta merindad se segrega el nuevo ayuntamiento de Aforados de Moneo.
- El ayuntamiento de Merindad de Cuesta-Urria, con cabecera en la villa de Nofuentes, contaba también con otras 27 entidades de población.
- El ayuntamiento de Merindad de Montija, con cabecera en Villasante, contaba además con otras 18 entidades de población.
- El ayuntamiento de Merindad de Sotoscueva, con cabecera en Cueva, contaba además con otras 25 entidades de población.
- El ayuntamiento de Merindad de Valdeporres, con capital en Pedrosa, contaba además con 11 lugares.
- El ayuntamiento de Merindad de Valdivielso, con su cabecera en El Almiñé, estaba compuesto por 25 lugares.

La antigua Merindad de Losa se dividía en Juntas, cada una de las cuales constituía un ayuntamiento con varias entidades de población: 
- Ayuntamiento de Junta de la Cerca, con cabecera en La Cerca, y 9 lugares más.

## Paulatina reducción del número de municipios
Antes de 1858 quedan suprimidos 5 municipios, quedando 28 ayuntamientos con 49.461 habitantes, correspondiendo solo 761 a la cabecera: 
| # | Ayuntamiento    | habitantes | Se agrega a            | Actual municipio               |
| - | --------------- | ---------- | ---------------------- | ------------------------------ |
| 1 | Cidad de Ebro   | 94         | Valle de Hoz de Arreba | Valle de Manzanedo             |
| 2 | Huidobro        | 132        | Villaescusa del Butrón | Valle de Manzanedo - Los Altos |
| 3 | Valpuesta       | 138        | Berberana              | Berberana                      |
| 4 | Valle de Tudela | 593        | Valle de Mena          | Valle de Mena                  |
| 5 | Villarías       | 69         | Aldeas de Medina       | Villarcayo                     |

El ayuntamiento de Cidad de Ebro, al incorporarse al municipio de Valle de Hoz de Arreba, lo hizo fuera del partido de Villarcayo en un ayuntamiento del partido de Sedano. Aunque la Ley Municipal de 1845 exigía 200 habitantes para poder formar ayuntamiento, tenemos la excepción de Valle de Tudela, que superaba la cifra con creces al disponer de 593 habitantes y siete lugares.

## Situación actual
Tras la supresión del partido de Sedano, queda formado por 26 municipios, a su vez subdivididos en entidades locales menores adscritas a los municipios reseñados en el Anexo: Partido de Villarcayo.